# Divisor de tensão
Em eletrônica, a regra do divisor de tensão, ou simplesmente o divisor de tensão, é uma técnica de projeto utilizada para criar uma tensão elétrica (Vout) que seja proporcional à outra tensão (Vin).

## Divisor de tensão com Resistências
Neste circuito, dois resistores são ligados em série como no diagrama unifilar  a seguir:
A tensão de saída, Vout, é dada pela equação
{\displaystyle V_{out}={\frac {R_{2}}{R_{1}+R_{2}}}\cdot V_{in}}
A partir desta fórmula, fazendo R1 = R2, temos que
{\displaystyle V_{out}={\frac {1}{2}}\cdot V_{in}}
Desta forma podemos obter qualquer fração entre 0 e 1 da tensão Vin.
Note que esta regra funciona apenas caso o divisor não possua nenhuma carga, ou seja, a resistência de carga é infinita e toda a corrente que flui através de R1 vai para R2. Se a corrente flui para uma resistência de carga (através de Vout), esta resistência deve ser considerada como se estivesse em paralelo com R2 para que se possa determinar a tensão em Vout.

## Divisor de tensão com impedância
Um divisor de tensão é geralmente imaginado como composto por dois resistores, porém capacitores, indutores, ou qualquer impedância combinada pode ser utilizada. Para impedâncias gerais Z1 e Z2, a tensão é dada por
{\displaystyle V_{out}={\frac {Z_{2}}{Z_{1}+Z_{2}}}\cdot V_{in}}
Deste modo, um divisor de tensão pode ser feito utilizando-se de um resistor e um capacitor:
A impedância do resistor é igual à sua resistência:
{\displaystyle Z_{R}=R}
A impedância do capacitor varia de acordo com a frequência de V_{in}. Seu valor é dado por:
{\displaystyle Z_{C}={1 \over j\omega C}}
onde:
- j é a unidade imaginária
- ω é a frequência angular em radianos por segundos. Este divisor de tensão terá a seguinte razão entre as tensões:

{\displaystyle {V_{out} \over V_{in}}={{1 \over j\omega C} \over {{1 \over j\omega C}+R}}={1 \over 1+Rj\omega C}}
Esta razão depende da frequência, neste caso ela é decrescente para uma frequência crescente. Este circuito é, de fato, um filtro passa-baixas (de primeira ordem). A razão contém um número imaginário, e atualmente contém ambas as informações sobre a amplitude e a fase angular do filtro. Para extrair somente a razão de amplificação, deve-se calcular a magnitude da razão, ou apenas a reatância do capacitor ao invés da impedância.